# Shaochilong maortuensis
Lo shaochilong (Shaochilong maortuensis) è un grande dinosauro carnivoro, appartenente ai teropodi. Visse all'inizio del Cretaceo superiore (Turoniano, circa 95 milioni di anni fa) e i suoi resti fossili sono stati ritrovati in Cina.

## Descrizione
Benché i fossili siano frammentari e non permettano una descrizione dettagliata, i paleontologi sono stati in grado di ricostruire l'animale come un  carnivoro bipede di medie dimensioni, lungo circa 7 metri e di costituzione robusta. Il cranio doveva essere allungato, leggero e armato di lunghi denti seghettati. Il resto del corpo non è ben noto, ma probabilmente Shaochilong, come altri teropodi, possedeva lunghi e possenti arti posteriori, armati di grossi artigli, mentre gli arti anteriori erano corti ma ugualmente forti.

## Classificazione
I resti fossili di questo animale, che comprendevano ossa del cranio e alcune vertebre, sono state descritte per la prima volta nel 1964 da Hu e attribuiti al genere Chilantaisaurus, noto per un'altra specie (C. tashuikouensis) vissuta in Cina nello stesso periodo. Ben presto apparve chiaro che le due specie appartenevano ad animali molto diversi fra loro, e “Chilantaisaurus” maortuensis venne attribuito di volta in volta a vari gruppi di grandi teropodi, tra cui i tirannosauridi. Solo nel 2009 una ridescrizione ha permesso di avvicinare questo grande carnivoro al gruppo dei carcarodontosauridi, che include alcuni fra i più grandi dinosauri carnivori. 

## Stile di vita
Lo shaochilong, a differenza di altri carcarodontosauri vissuti prima della sua comparsa, probabilmente non ricopriva il vertice della catena alimentare nel suo ambiente. La grande testa munita di lunghi denti doveva essere un'arma eccezionale contro le prede costituite con tutta probabilità da  dinosauri erbivori di dimensioni medio-piccole, come i giovani sauropodi titanosauri e gli ornitopodi. Negli stessi ambienti viveva anche Chilantaisaurus, un grande carnivoro che ricopriva il ruolo di predatore al vertice nella regione.